# Chionaema javanica
Chionaema javanica là một loài bướm đêm thuộc phân họ Arctiinae, họ Erebidae.